# والتر فريدريك موريسون
والتر فريدريك «فريد» موريسون (بالإنجليزية: Walter Frederick "Fred" Morrison) ولد في 16 يناير 1920 في ريتشفيلد، يوتاه وتوفي في 9 فبراير 2010 في مونرو، يوتاه. هو مخترع أمريكي ورجل أعمال، اشتهر باختراع لعبة «الفرسبي» أو الصحن الطائر.

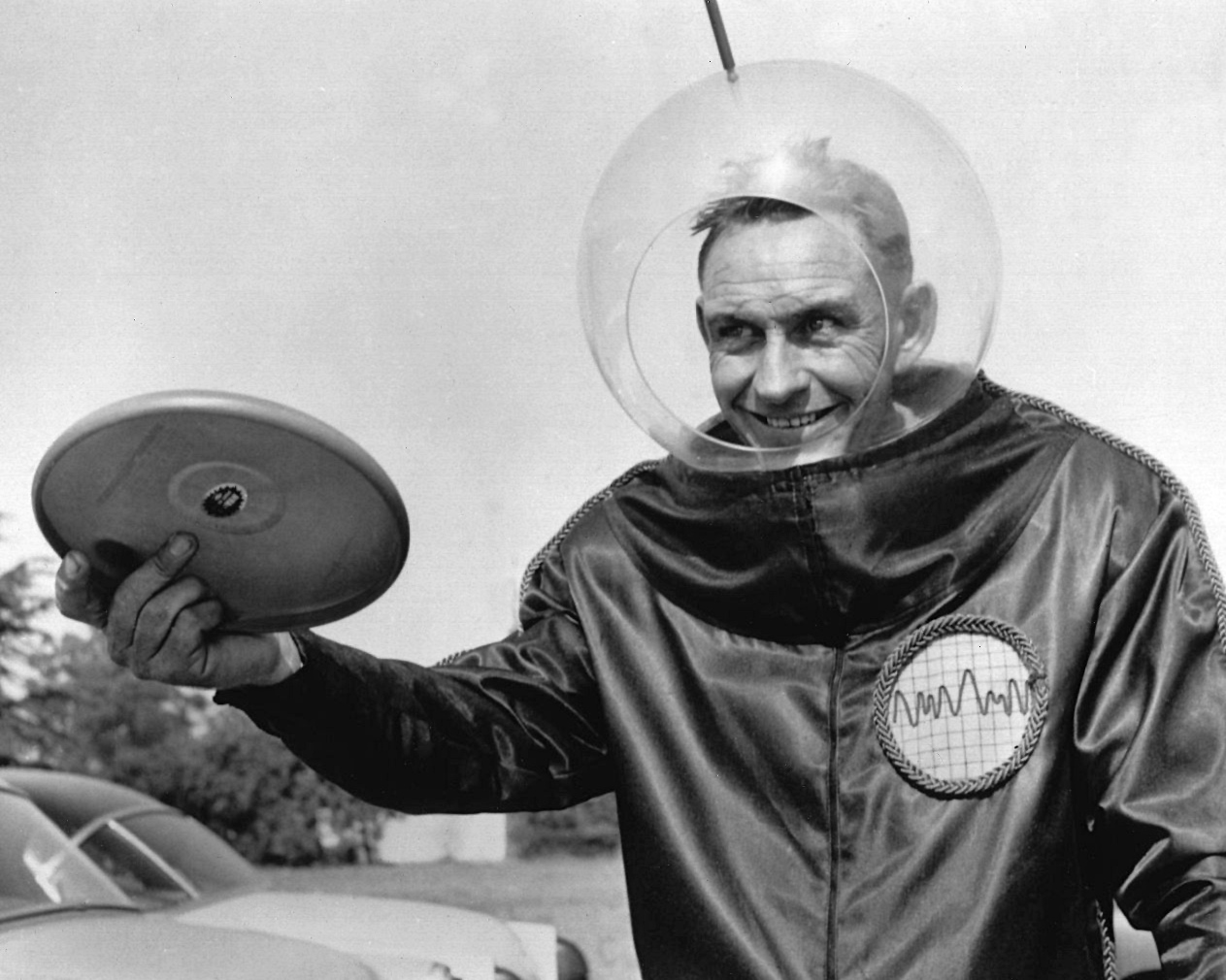
والتر فريدريك موريسون مع اختراعه